# Келес (Бурса)
Келес (тур. Keles) — город и район в провинции Бурса (Турция).